# Peter Farazijn
Peter Farazijn (Diksmuide, 27 januari 1969) is een Belgisch voormalig wielrenner. Hij was een knecht van onder andere Andrei Tchmil en Frank Vandenbroucke. Persoonlijke successen waren er in 1994 toen hij de GP de la Wallonie won en in 1997 toen hij als eerste Belg eindigde in de Tour. In 2005 hing hij zijn fiets definitief aan de haak. De Diksmuideling werd door een verzorger ooit Fausto genoemd, een bijnaam die hij verwierf doordat zijn benen op die van Fausto Coppi schenen te gelijken.
Peter Farazijn werd na zijn carrière buschauffeur bij De Lijn. Zijn zoon, Maxime, is ook profrenner.

## Palmares
1990
- 2e in Vlaamse Pijl

1993
- 2e in 5e etappe Deel B Ronde van Murcia

1994
- winnaar Grote Prijs van Wallonië, Namur

1996
- 3e in Eindklassement Ruta del Sol

1997
- 9e 17e rit Ronde van Frankrijk

1999
- 3e in 3e etappe Ronde van de Limousin
- 11e - Omloop Het Volk, Lokeren
- 13e - Kuurne-Brussel-Kuurne
- 14e - Dwars door België, Waregem

2000
- 6e - Waalse Pijl, Huy
- 8e - Gent-Wevelgem
- 14e - Kuurne-Brussel-Kuurne

2002
- 6e E3 Prijs Harelbeke

2003
- 7e Omloop Het Volk

2004
- 2e in 5e etappe Ronde van de Algarve

## Resultaten in voornaamste wedstrijden
| Jaar | Ronde van Italië | Ronde van Frankrijk | Ronde van Spanje |
| ---- | ---------------- | ------------------- | ---------------- |
| 1991 |                  |                     |                  |
| 1992 | 74e              |                     |                  |
| 1993 |                  | 135e                |                  |
| 1994 |                  | opgave              |                  |
| 1995 |                  | 105e                |                  |
| 1996 |                  | 122e                |                  |
| 1997 |                  | 39e                 |                  |
| 1998 |                  | 19e                 |                  |
| 1999 |                  | 63e                 |                  |
| 2000 |                  |                     |                  |
| 2001 |                  |                     | 58e              |
| 2002 |                  |                     |                  |
| 2003 |                  |                     | opgave           |
| 2004 |                  | 107e                |                  |
| 2005 |                  |                     |                  |

| Jaar | Milaan-San Remo | Gent-Wevelgem | Ronde van Vlaanderen | Parijs-Roubaix | Amstel Gold Race | Luik-Bast.‑Luik | Ronde van Lombardije | Omloop Het Volk | Parijs-Brussel | E3 Harelbeke |  | WK op de weg |
| ---- | --------------- | ------------- | -------------------- | -------------- | ---------------- | --------------- | -------------------- | --------------- | -------------- | ------------ |  | ------------ |
| 1991 |                 | 43e           | 78e                  |                |                  |                 | 22e                  |                 | 110e           |              |  |              |
| 1992 |                 | 24e           | 49e                  | 52e            |                  |                 |                      |                 |                | 14e          |  |              |
| 1993 | 79e             | 27e           |                      | 41e            |                  | 45e             |                      | 22e             |                |              |  |              |
| 1994 | 53e             | 25e           | 40e                  | 19e            |                  | 55e             | 60e                  | 23e             |                |              |  |              |
| 1995 | 135e            |               |                      |                |                  |                 |                      |                 | 96e            |              |  |              |
| 1996 | 95e             | 30e           | 71e                  |                |                  |                 |                      |                 | 57e            |              |  |              |
| 1997 | 32e             | 43e           | 43e                  | 25e            |                  | 75e             |                      | 19e             |                |              |  |              |
| 1998 | 60e             | 95e           | 61e                  | 44e            | 61e              |                 |                      |                 |                |              |  |              |
| 1999 | 78e             | 13e           | 17e                  | 23e            | 63e              | 16e             |                      | 11e             | 11e            | 23e          |  | 40e          |
| 2000 | 35e             | 8e            | 84e                  | 29e            | 25e              | 12e             | 20e                  |                 | 68e            | 13e          |  |              |
| 2001 | 39e             | 54e           | 47e                  |                |                  |                 |                      | 25e             |                | 25e          |  |              |
| 2002 | 103e            |               | 40e                  |                | 28e              | 27e             |                      | 59e             | 72e            | 6e           |  |              |
| 2003 |                 |               |                      |                |                  |                 |                      | 7e              |                |              |  |              |
| 2004 | 87e             | 17e           |                      |                |                  |                 |                      |                 | 16e            |              |  |              |
| 2005 |                 |               |                      | 71e            | 112e             |                 |                      |                 |                |              |  |              |